# مهدی حمیدی شیرازی
مهدی حمیدی شیرازی (زاده ۱۴ اردیبهشت ۱۲۹۳ خورشیدی در شیراز، استان فارس – درگذشته ۲۳ تیر ۱۳۶۵ در شیراز) ادیب، شاعر، استاد دانشگاه، مترجم و منتقد ایرانی بود. از مشهورترین سروده‌های او می‌توان به شعر قوی زیبا یا همان مرگ قو و در امواج سند اشاره کرد.
او از منتقدان مشهور نوگرایی و شعر نیمائی بود و آثار خود را حول ادبیات کلاسیک می‌سرود.

## زندگی
مهدی حمیدی شیرازی در سال ۱۲۹۳ در شیراز به دنیا آمد. پدرش سید محمدحسن ثقةالاسلام از بازرگانان معروف شیراز بود که در دوره‌های اول مجلس شورای ملی، از آن شهر به نمایندگی مجلس انتخاب گردید. مادرش بانو سکینه آغازی ارسنجانی از خاندان ابراهیمی ارسنجان و از زنان تربیت‌شده و شاعر به‌شمار می‌رفت که اولین مدرسهٔ دخترانه را در شیراز با نام «عفتیه» بنا نهاد و زمینهٔ تحصیل دختران را ایجاد کرد.
بیش از دو سال و نیم نداشت که پدرش درگذشت و تربیت او به مادرش محول شد. تحصیلات ابتدایی رادر مدرسه شعاعیه و دوره متوسطه در دبیرستان سلطانی شیراز به پایان رسید و در سال ۱۳۱۳ برای ادامه تحصیلات به تهران آمد و به دانشسرای عالی داخل شد. در سال ۱۳۱۶ در رشته ادبیات فارسی با رتبه اول به اخذ لیسانس نائل گردید. شعرسرایی را از حدود سال ۱۳۱۷ شروع کرد.
حمیدی پس از اخذ لیسانس به کارمندی اداره فرهنگ درآمد و برای انجام خدمت سربازی به تهران مراجعت کرد و به دانشکده افسری وارد شد و یک سال بعد با درجه ستوان دومی برای خدمت افسری به شیراز برگشت. او در سال ۱۳۲۵ از دانشگاه تهران در رشته زبان و ادبیات فارسی موفق به اخذ دکترا شد سپس و در دانشکده الهیات به تدریس مشغول شد. حمیدی سال‌ها در دانشگاه تهران به تدریس زبان و ادبیات فارسی مشغول بود.
در دهه اول حیات شاعرانه حمیدی در عوالم عاطفی و رویاهای ایام جوانی گذشت بنابراین موضوع شعرش عموماً عشق و غزل بود. در سه مجموعه پرشور و عاطفی وی یعنی شکوفه‌ها، پس از یک سال و اشک معشوق تمایل روشنی به سبک خراسانی نشان داده‌است. اولین مجموعه شعرش را در سال ۱۳۲۱ با عنوان «از یاد رفته» منتشر کرد که تماماً در قالب غزل بود.
حمیدی شاعری بود که در جبهه مخالف نیما یوشیج و نوگرایان ایستاد و در پایان سال ۱۳۲۱ دومین دفتر شعرش را به نام «عصیان» چاپ کرد.
حمیدی در سال ۱۳۲۴ قصیده «مصاحبه با نیما پیشوای نوپردازان» را منتشر کرده بود که در جبهه شعرای کلاسیک و مخالفان نیما یوشیج او را در صف اول قرار داد. او بعد از شهریور ۱۳۲۰ با قصاید حماسی‌وار پیرامون شرایط نابسامان سیاسی و اجتماعی ایران و در حمله به اشغالگران بیگانه و جدایی‌خواهان آذربایجان، مورد توجه خاص و عام واقع شد و به او لقب «شاعر ملی» داده بودند.
پس از سال ۱۳۲۴ تدریجاً گرایشی به مضامین اجتماعی و وطنی و تاریخی پیدا کرد. از دفترهای شعر این دوره از کار و شاعری حمیدی، مجموعه سال‌های سیاه بیشتر حاوی اشعار وطنی، سیاسی و انتقادی و طلسم شکسته شامل اشعار وی است که در شیوه‌های نو و سرانجام زمزمه بهشت مراحل برتری از پختگی شعر وی را نشان می‌دهد و او را از استادان شعر در روزگار خود معرفی می‌کند.

آرامگاه حمیدی شیرازی در جوار آرامگاه حافظ، در حافظیه شیراز

حمیدی علاوه بر مجموعه‌های شعرش در زمینه‌های دیگر ادبی نیز صاحب تالیفاتی بود. مهمترین کتاب او مجموعه سه جلدی دریای گوهر است که حاوی منتخبی از آثار نویسندگان، مترجمان و شاعران معاصر است. دو کتاب دیگر او، عروض حمیدی و فنون شعر و کالبدهای پولادین آن گویای آشنایی وی به مباحث فنی ادبی است. از نوشته‌های منثور حمیدی مجموعه‌های سبکسریهای قلم، عشق در بدر (در سه جلد)، شاعر در آسمان و فرشتگان در زمین به چاپ رسیده‌است.
عباس کیارستمی در جوانی دیوان مهدی حمیدی شیرازی را حفظ می‌کند و سال‌ها بعد به صورت کاملاً اتفاقی او را در لندن در بستر بیماری می‌بیند. او این داستان را اینگونه روایت می‌کند:
سال‌ها بعد که خیلی عصبانی بودم- مثل کسانی که بعد از مدتی از اینکه خالکوبی کرده‌اند پشیمان می‌شوند- از اینکه یک دیوان شعر «هارد» مغزم را پر کرده و هیچ جایی به دردم نمی‌خورد خیلی عصبی بودم. در سفری به لندن در خانه دوستم مرتضی کاخی بودم. مرتضی به من گفت: دوستی از ایران آمده و برای دیدارش به سفارت می‌روم. گفتم: چه کسی آمده؟ گفت: نمی‌شناسی. یک شاعر است به نام دکتر حمیدی شیرازی. گفتم من نمی‌شناسم؟! (خنده) همان‌جا به این آدم چند ناسزا گفتم و مرتضی گفت بیا ۱۰دقیقه پایین منتظر باش تا من برگردم. در نهایت و به ناچار همراه مرتضی به دیدار دکتر حمیدی رفتم و دیدم موجودی نحیف روی تخت افتاده و حال خوبی ندارد. مرتضی بالای سر او رفت و گفت آقای دکتر حمیدی، آقای کیارستمی از شیفتگان شعر شما و از علاقه‌مندان‌تان هستند. همه دیوانتان را هم حفظ اند (خنده) مایل هستید یکی از شعرهای شما را بخوانند؟ او هم با سر تأیید کرد. من هم شعری را خواندم که تا دیدمش یک‌باره به ذهنم آمد. شعری عجیب که بیان حال ایشان بود:
خسته من، رنجور من، بیمار من بی‌بال و پر من/ تا سحر بیدار من همدرد مرغان سحر من/... وای بر من وای بر من.
همان‌طور که این شعر را می‌خواندم، دیدم از گوشه چشم‌هایش اشک سرازیر است. مرتضی را هم که نگاه کردم، دیدم به شیوه ناصر ملک‌مطیعی در فیلم «قیصر» رو به دیوار کرده و شانه‌هایش تکان می‌خورد! خودم هم بغض کرده بودم و شعر هم طولانی بود:
گفتمت دیگر نبینم باز دیدم باز دیدم/ در دو چشم دلفریبت عشق دیدم ناز دیدم/ قامت طناز دیدم گونه غماز دیدم/ برگ گل دیدم میان برگ گل شیراز دیدم.
به کلمه شیراز که رسید، دکتر حمیدی اشکش بیشتر سرازیر شد و دیدم خیلی هم حفظ‌بودن این دیوان بیهوده نبوده. لازم بوده من آن اشعار را حفظ کرده باشم و در چنین روزی برایش بخوانم.
او در ۲۳ تیرماه سال ۱۳۶۵ خورشیدی در تهران درگذشت و در حافظیه شیراز به خاک سپرده شد.

## آثار
از او آثار متنوعی به جا مانده؛ از منظومه‌ها گرفته تا آثار منثور و کتب آموزش یا حتی ترجمه:

### منظوم
- در امواج سند
- شکوفه‌ها یا نغمه‌های جدید
- پس از یکسال
- اشک معشوق
- جلد اول: جنون عشق
- جلد دوم: خون سیاوش
- جلد سوم: طلسم شکسته
- زمزمه بهشت
- سالهای سیاه
- ده فرمان

### منثور
- عشق دربدر
- شاعر در آسمان
- فرشتگان زمین
- سبکسریهای قلم
- عروض حمیدی

### تالیفات
- شعر در عصر قاجار
- فنون شعر و کالبدهای پولادین آن
- دریای گوهر
- بهشت سخن
- شاهکارهای فردوسی

### ترجمه‌ها
- زمزمه بهشت
- ماه و شش پنی